# A Woman Like Me
A Woman Like Me ist ein Lied von der US-amerikanischen R&B-Sängerin Beyoncé, das im Jahr 2006 für den Film The Pink Panther geschrieben und gesungen wurde.

## Hintergrund
Der Song wurde von Charmelle Cofield, Ron „Amen-Ra“ Lawrence und Beyoncé Knowles geschrieben und von Lawrence und Beyoncé auch produziert. Er ist wie Check on It nicht auf dem Soundtrack-Album zum Film enthalten.
Es wird in dem Film The Pink Panther von 2006 aufgeführt, in dem Beyoncé als Xania spielt. Das Lied wurde ursprünglich von den am Film beteiligten Personen geschrieben; Beyoncé schrieb jedoch einige der Texte und deren Melodien teilweise um und sandte A Woman Like Me an ihr Team, um das Lied zu überarbeiten. In verschiedenen  Interviews bezeichnete sie den Song als eine Mischung aus einem kraftvollen Tina-Turner-Song mit dem Drama eines Bond-Songs. Er würde sehr gut zur starken Person der Xenia passen, die Beyoncé im Film verkörpert.
Das Lied wurde in New York City mit Multitrack-Aufnahmen aufgenommen. Beyoncés Stimme wurde so mehrmals übereinander gelegt um kraftvoller zu klingen.
A Woman Like Me enthält ein Sample des Hornarrangements von Simon Haseleys Hammerhead (1972). Laut den von Hal Leonard Corporation auf Musicnotes.com veröffentlichten Notenblättern handelt es sich bei A Woman Like Me um einen moderaten R&B-Song mit einem Takt von 80 BPM. Beyoncés Gesang reicht von der tiefen Note von Ab3 bis zur hohen Note von Eb5 im gesamten Song.

## Musikvideo
Die DVD-Version des Films enthält ein exklusives Musikvideo des Songs. Das Video zeigt Beyoncé Knowles als Xania in zwei Szenen vom Film The Pink Panther. Dabei singt sie auf einer kleinen Bühne mit zwei Tänzern. Im Film selbst wird nur ein kleiner Ausschnitt der Szene verwendet.